# 10018 Lykawka
A 10018 Lykawka (ideiglenes jelöléssel (10018) 1979 MG4) a Naprendszer kisbolygóövében található aszteroida. Eleanor F. Helin és Schelte J. Bus fedezték fel 1979. június 25-én.

## Kapcsolódó szócikk
- Kisbolygók listája (10001–10500)